# Normalisation linguistique
Pour les articles homonymes, voir Codification.
 (septembre 2023).
- Si vous ne connaissez pas le sujet, laissez ce bandeau (vous pouvez alors contacter les auteurs).
- Si vous supprimez le contenu mis en cause (vous pouvez préalablement contacter les auteurs),

argumentez précisément cette suppression dans la page de discussion
(un manque de référence n'est pas un argument ; une recherche réelle de référence doit avoir été effectuée, être formellement documentée).
 (mars 2015).
Si vous disposez d'ouvrages ou d'articles de référence ou si vous connaissez des sites web de qualité traitant du thème abordé ici, merci de compléter l'article en donnant les références utiles à sa vérifiabilité et en les liant à la section « Notes et références ».
 (août 2021).
En linguistique, la normalisation, la codification ou la standardisation est le processus de standardisation création ou la sélection d’une norme artificiellement homogénéisée de pratiques linguistique.[Interprétation personnelle ?]
Souvent il s'agit de tenir pour hégémonique l'usage d'une élite minoritaire, d'une langue ou pratique valorisée dans le marché linguistique et de l'imposer comme la seule façon valable de communiquer. Les locuteurs qui s'en éloignent sont jugés négativement sur leurs pratiques, aussi bien à l'oral qu'à l'écrit.
La normalisation est l'élaboration d'un ensemble de règles, de prescriptions  grammaticales (et orthographique dans le cas de l'écrit) censée devenir commune à tous les usagers d'une langue. Cela implique généralement de développer un système d'écriture, de décréter des règles officielles pour la grammaire, l’orthographe, la prononciation, la syntaxe et le lexique, ainsi que de publier des livres de grammaire, des dictionnaires et des guides similaires.
Dans certains pays, ces codifications sont imposées par un organisme constitué par l’État, comme l’Académie française. La codification a souvent lieu à cause de nouvelles inventions, de changements de valeurs ou autres influences culturelles. Après le processus de décolonisation, de nombreux pays d’Afrique devaient décider s’ils voulaient garder la langue coloniale ou choisir une (ou plusieurs) de leurs langues vernaculaires comme langues officielles, ce qui rendait la planification linguistique nécessaire.
Le succès de la codification dépend grandement de son acceptation par la population, ainsi que de la façon dont le gouvernement la met en œuvre, comme en mettant en avant son "prestige" et en encourageant sa diffusion, en enseignant les règles décrétées à l’école et dans les cours de langue, etc.
La normalisation pose un problème pour le développement et l'encouragement des pratiques linguistiques visées, car elle entraîne un sentiment d'insécurité linguistique face à "la norme" valorisée socialement, des phénomènes d'hypercorrection voire d'autocensure des locuteurs (cf. Glottophobie : je n'ai plus jamais osé ouvrir la bouche Phillipe Blanchet (2016) ; Classer nos manières de parler, classer les gens de Malo Morvan (2022).
Les sciences du langage ont pour objectif, comme toute science, de décrire des faits, ici des usages langagiers, et non de les prescrire. La linguistique décrit donc les pratiques syntaxiques, lexicales, sémantiques, phonétiques, pragmatiques d'une langue ou d'un groupe de locuteurs. C'est à partir de ces observations qu'elle peut rédiger des grammaires decrivant le fonctionnement effectif des langues. Les institutions cherchant à prescrire des pratiques linguistiques, comme l'Académie Française, y accoleront des jugements de valeur discriminants ("le bon usage" "dire ne pas dire") sans fondements scientifiques, c'est-à-dire sans en vérifier la pertinence linguistique. L'acceptation par les locuteurs dépend de leur position sociale, de leur difficulté à faire correspondre leur pratique à "la norme", du prestige social qu'ils en retirent, etc.

## Planification linguistique
Dans un modèle bien connu de planification linguistique écrit par Einar Haugen, la codification n’est que la seconde étape. La première étape est la sélection du processus, la troisième étape est l’exécution des changements dans la société et la quatrième étape est l’élaboration d’un lexique (surtout pour les termes techniques). Dans le processus de planification linguistique, il existe deux niveaux principaux : la planification du corpus et la planification du statut (Heinz Kloss). La codification fait partie de la planification du corpus de langue, parce que le « corps » du langage lui-même est planifié, contrairement à la planification du statut, où le prestige et l’usage d’une langue sont mis en avant :
- La planification de corpus : c’est la codification d’une langue (étape 2); l’élaboration de ses fonctions pour répondre aux besoins de langage (étape 4).
- La planification du statut : c’est la sélection d’une langue (étape 1); l’exécution de ses fonctions en la diffusant (étape 3).

## Historique de la normalisation de la langue française
Au XVIe siècle, François de Malherbe chercha à rendre le français plus compréhensible en proscrivant, au nom de la pureté et de la clarté, des fantaisies individuelles, des tournures, des mots, des emplois de mots et d'usages à restriction géographique ou sociolinguistique.
À la même époque, la langue française devint la langue officielle du droit et de l'administration française, par l'édit de Villers-Cotterêts, signé en 1539 par François Ier, ce qui se traduisit par la mention explicite du français dans la constitution (voir Constitution de 1958, article 2).
Les règles de grammaire ont été fixées par des grammairiens tels que Vaugelas. L'Académie française a été créée (1635) afin de jouer un rôle de contrôle et de normalisation sur les mots et leur usage.
Les travaux en logique et en linguistique des jansénistes de Port-Royal eurent un impact très important sur la langue française. La Révolution française a amplifié cette rupture, l'Académie française ayant été fermée pendant dix ans entre 1795 et 1805. Pendant cette période, Destutt de Tracy (école des idéologues) intervint également en linguistique.
On passa de la sorte du français classique au français moderne. Michel Foucault analyse sur un plan épistémologique ce passage, avec le changement de sens des mots (voir les mots et les choses).
Aujourd'hui, la langue française est considérée comme l'une des six langues officielles reconnues au niveau international par les Nations Unies.
L'Académie française a conservé son rôle de contrôle et de normalisation de la langue française, en support à la culture française.
Ce rôle présente certaines particularités dans le domaine du langage employé dans les technologies de l'information, car les mots anglais apparaissent très rapidement, et peuvent être francisés (ou non) selon l'intérêt et la durabilité de leur usage.
Exemples (informatique), l'Académie française et le ministère de la culture recommandent :
- d'utiliser le terme bogue, et non bug. Ce fut sans doute l'approche de l'an 2000 qui a poussé à cette francisation. Le terme français apparut un peu avant le passage informatique à l'an 2000.
- d'utiliser le terme courriel, plutôt que e-mail.

Cependant, ces recommandations sont dans les faits peu suivies, et les mots empruntés à l'anglais largement employés au détriment des néologismes français.
Aujourd'hui, Le Bon Usage de Maurice Grevisse fait référence sur l'usage de la langue française en ce qui concerne la grammaire.

## Gestion des langues, normes sémantiques
La normalisation dans la gestion des langues est un thème difficile, pour les organisations internationales, les États, et les entreprises (voir multilinguisme).
Sur le plan international, et aux Amériques notamment, il existe des initiatives pour normaliser la gestion des langues.
Il est nécessaire de procéder à une normalisation des règles sémantiques. Celle-ci passe par la définition de mots-clés (ou balises, ou tags) employés dans les ressources numériques par les langages sémantiques (dits de balisage, comme HTML et XML par exemple), qui permettent d'accéder aux ressources dans différentes langues.
Certaines balises jouent un rôle plus important que d'autres (métadonnées, métatags). La langue est ainsi un paramètre très important à gérer sur la Toile dans le cadre du Web sémantique.
La normalisation des documents et de la langue passe par la définition de schémas de classification, dont la complexité sera adaptée au sujet à traiter.
Les normes sur la langue sont décrites dans Langue (métadonnée).